# 瑞安·比特爾
瑞安·比特爾（Ryan James Bittle，1976年3月21日—）是美國的一位演員。他從1994年開始出演電視。他喜歡體育運動，曾是一位水球運動員，也喜歡高爾夫球和網球。